# N85 (België)
De N85 is een gewestweg in de Belgische provincie Luxemburg. Deze weg vormt de verbinding tussen Bastenaken en Florenville bij de Franse grens, waar de weg verder loopt als de D981 naar Carignan.
De totale lengte van de N85 bedraagt ongeveer 54 kilometer.

## Plaatsen langs de N85
- Bastenaken
- Villeroux
- Sibret
- Morhet-Station
- Rosières-la-Petite
- Vaux-sur-Sûre
- Bercheux
- Molinfaing
- Longlier
- Neufchâteau
- Grapfontaine
- Montplainchamps
- Hosseuse
- Straimont
- Lacuisine
- Florenville